# Heinrich I. von Rusteberg

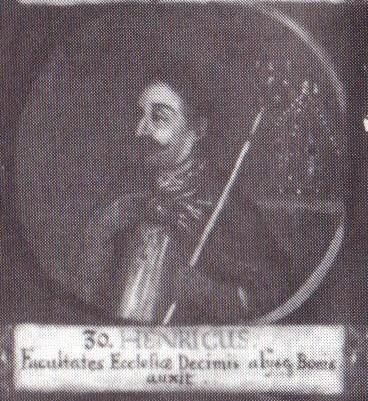
Heinrich als 30. Bischof von Hildesheim auf einem Gemälde mit Medaillondarstellungen aller Hildesheimer Bischöfe bis zum Ende des 18. Jahrhunderts; lateinische Inschrift: „Er vermehrte das Vermögen der Kirche durch Zehnte und andere Güter.“

Heinrich I. von Rusteberg (fälschlicherweise auch Heinrich I. von Wernigerode genannt) (* um 1200; † 1257 in Hildesheim) war von 1246 bis 1257 Bischof von Hildesheim.

## Herkunft und Frühe Jahre
Heinrich entstammte der Familie von Rusteberg aus dem Eichsfeld, die als Vicedominus im Dienst der Erzbischöfe von Mainz standen. Fälschlicherweise wurde er lange als Graf von Wernigerode angesehen. Einziges Indiz dafür ist eine Münze, die ohne Umschrift das Bild eines Bischofs und das Wappen der Grafen von Wernigerode zeigt. Als Väter kommen verschiedene Angehörige des Geschlechts von Rusteberg in Frage (Heidenreich I. 1148–1194, Helwig 1148–1196, weniger wahrscheinlich Dietrich 1204–1236/39).
Über die frühen Jahre Heinrichs gibt es keine Belege. Er war 1228 Scholaster im St. Martin in Heiligenstadt. Dort ist er 1230 als Propst bezeugt. Als solcher taucht er bis 1245 in Urkunden auf. Er hatte seit 1232 auch eine Pfründe im Peterstift in Fritzlar und war dort 1236 Scholaster. Ein Siegel zeigt ihn in diesem Amt als sitzenden Lehrer, der einen knienden Schüler mit der Rute züchtigt. Ob er dieses Amt tatsächlich selbst ausgeübt hatte, oder ob er nur die Lehrkräfte beaufsichtigte, ist nicht bekannt. Zeitweise war er in Fritzlar auch Stellvertreter des Propstes. 
Zu vermuten ist, dass er etwa ab 1234 dem Domkapitel in Hildesheim angehörte. Tatsächlich als früherer Domherr genannt, wurde er erst nach seiner Bischofswahl.

## Hildesheimer Schisma
Die Wahl zum Nachfolger von Bischof Konrad II. von Hildesheim war nicht eindeutig. Die Mehrheit der Kanoniker mit Dompropst Reinold von Dassel hatten sich für Heinrich von Rusteberg ausgesprochen. Eine Minderheit wählte mit Hermann von Gleichen einen Gegenbischof, obwohl dieser noch nicht das kanonische Alter von dreißig Jahren erreicht hatte. 
Bischof Heinrich hatte von König Heinrich Raspe kurz vor dessen Tod 1247 die Regalien erhalten. Geweiht wurde er von Erzbischof Siegfried III. von Mainz. Dieser unterstützte seine Position auch durch ein Schreiben an Papst Innozenz IV. Der Papst bestätigte die Rechtmäßigkeit der Wahl Heinrichs. Hermann von Gleichen wurde unterstützt von seiner Familie, von Otto von Braunschweig und dem Grafen Günther IV. von Käfernburg. Diese Seite behauptete, dass der in Deutschland weilende päpstliche Legat Hermann zum Bischof bestimmt hätte. Inwieweit dies zutrifft ist nicht zu klären, zumal der Papst sich dann gegen die Entscheidung seines Legaten gestellt hätte.   
Es kam als Folge der unklaren Wahl zu einem Schisma der Hildesheimer Kirche, das etwa drei Jahre andauerte. Verbunden war es mit kriegerischen Auseinandersetzungen. Die finanziellen Belastungen waren erheblich. Unmittelbar nach der unklaren Wahl war es Hermann von Gleichen offenbar gelungen fast das gesamte Bistumsgebiet unter seine Kontrolle zu bringen. Lediglich die Winzenburg konnte Heinrich behaupten. Auch die Stadt Hildesheim war wohl nicht in der Hand des Gegners. Der Papst beauftragte den Mainzer Erzbischof damit Heinrich von Rusteberg dabei zu helfen, das Hochstift Hildesheim in die Hand zu bekommen. Bischof Heinrich ging gegen seine Gegner möglicherweise mit dem Interdikt vor. Innozenz IV. lud Hermann von Gleichen vergeblich nach Lyon vor. Statt ihm reiste Bischof Heinrich nach Lyon. Die Angelegenheit zog sich ohne weitere Entscheidung hin, bis 1249 der Bischof von Straßburg den Auftrag erhielt, die Rechte Heinrichs durchzusetzen. Die beiden Konkurrenten wurden erneut zum Papst nach Lyon vorgeladen. Diesmal erschien Hermann, während Heinrich sich vertreten ließ. Der Papst entschied erneut gegen Hermann. Erstmals im Juni 1250 urkundete Heinrich als Bischof in Hildesheim. Zum Ausgleich wurde Hermann zum Bischof von Cammin erhoben.

## Politisches und geistliches Handeln
Abgesehen von den Kontakten zur Durchsetzung seiner Ansprüche waren die Kontakte Heinrichs zum Papst gering. Im Gegensatz zu seinem Vorgänger, der in der Reichspolitik noch eine bedeutende Rolle spielte, war dies bei Heinrich, dessen Episkopat in die Zeit des Interregnums fiel, nicht mehr der Fall. Nur selten war er in der Nähe von König Wilhelm von Holland. Bezeichnend für den Bedeutungsverlust des Königs als letzter Entscheidungsträger ist, dass weder Hermann noch Heinrich während ihres Streits an den König appelliert hatten. Für beide war der Papst die allein entscheidende Instanz. 
In Hinsicht auf die Förderung von Klöstern und anderen geistlichen Einrichtungen trat Heinrich nur wenig hervor.
Obwohl der Bischof erhebliche Finanzmittel für seine kriegerischen Unternehmungen benötigte und einige Güter verpfänden musste, war die Finanzlage insgesamt vergleichsweise gut und der Bischof konnte sogar neue Besitzungen und Rechte erwerben, die er meist dem Domkapitel übergab. Dieses hat in dieser Zeit deutlich an Bedeutung auch in weltlichen Dingen gewonnen.  
Der Bischof hat 1249 ältere Rechte und Pflichten der Stadt Hildesheim bestätigt, was man lange als Verleihung der Stadtrechte interpretiert hatte. 
Im Jahr 1255 nahm Herzog Albrecht von Braunschweig im Zusammenhang mit der Asseburger Fehde Wolfenbüttel zur Ausschaltung der dortigen Stauferanhänger ein. Heinrich war schon 1256 auf die Seite der Wolfenbütteler getreten. Es gelang dem Herzog einige Hildesheimer Burgen einzunehmen. Allerdings griff Erzbischof Gerhard I. zu Gunsten Heinrichs Fehde ein und wurde dabei 1257 sogar gefangen genommen. Herzog Albrecht verbündete sich 1256 mit Braunschweig, Goslar, Hannover und Hildesheim. Die Stadt stellte sich damit gegen den eigenen Landesherren. Der Versuch des Bischofs mit dem Interdikt gegen Albrecht und seine Verbündete vorzugehen, scheiterte an einem päpstlichen Privileg. Es wurden sogar die braunschweigischen Kirchen aus der Diözesen Hildesheim und Halberstadt herausgenommen. Der Bischof starb vor Beendigung der Fehde.